# Diagnostica artistica
La diagnostica applicata ai dipinti è la scienza che si propone di analizzare le opere attraverso tecniche e metodi fisico-chimici al fine di caratterizzare le tecniche artistiche, i materiali, studiare il processo di produzione dell’opera e fornire dati funzionali alla conservazione e al restauro.
Le tecniche di indagine si dividono in tecniche non invasive e invasive. Mentre le prime non vanno a modificare l’oggetto in analisi, le seconde hanno un carattere manipolativo. 

## Metodi
Per studiare un quadro esistono diverse tecniche che spesso vengono combinate per avere una comprensione maggiore dell'opera.

### Tecniche di indagine nella regione della luce visibile

#### Fotografia in luce visibile
La fotografia in luce visibile è una tecnica di imaging non invasiva che utilizza l’intervallo del visibile dello spettro elettromagnetico.
La fotografia in luce visibile è utilizzata per la documentazione e l’identificazione dei dipinti. Il limite di questa tecnica è la possibile distorsione dei colori, delle dimensioni dell’oggetto, della struttura della superficie e della percezione del dipinto.
Possono essere applicate diverse tipologie di ripresa fotografica: macrofotografia, luce radente, luce diffusa, spettrofotometria in luce visibile.

##### Fotografia con luce radente
La fotografia in luce radente serve per ricavare informazioni sulla superficie del quadro. Infatti è possibile ricavare dati utili sulla tecnica pittorica oppure caratteristiche più tecniche come lo stato del supporto (rigonfiamenti, lacerazioni, impronte del telaio). Questo metodo di indagine si basa sulla combinazione di foto molto definite di ogni regione del quadro e una illuminazione che colpisce il quadro in maniera quasi parallela ad esso. Questa illuminazione (che viene effettuata su tutti i 4 i lati del quadro) accentua l’aspetto tridimensionale del quadro, mostrando le zone d’ombra che si creano con una luce così angolata.

### Tecniche di indagine nella regione dell'infrarosso

#### Fotografia infrarossa
La fotografia in infrarosso è una tecnica di imaging non invasiva che si avvale dell’intervallo delle radiazioni infrarosse dello spettro elettromagnetico. Essa utilizza le radiazioni con una lunghezza d’onda compresa tra 900 e 1000 nm.
La radiazione infrarossa è in grado di penetrare la maggior parte degli strati pittorici. Questa capacità dipende dallo spessore, dalla composizione degli strati pittorici e dalla lunghezza d’onda delle radiazioni infrarosse incidenti. Grazie al fatto che le radiazioni infrarosse sono assorbite dai media pittorici ricchi di carbonio, questa tecnica permette di vedere sotto la superficie pittorica.
È particolarmente adatta per individuare i disegni preparatori. Il grado con cui essi vengono registrati dipende dalla presenza di pigmenti di nero di carbone in questo strato, oltre che dallo spessore e dai pigmenti impiegati nello strato pittorico e dal colore della preparazione. La fotografia in infrarosso può, inoltre, fornire informazioni relative al processo di realizzazione del dipinto, alla tecnica usata dal pittore e agli eventuali precedenti restauri. 

#### Riflettografia infrarossa
La riflettografia infrarossa è una tecnica non invasiva che utilizza l’intervallo non visibile dello spettro elettromagnetico (ovvero quello della regione infrarossa).
La radiazione IR può penetrare attraverso il dipinto. Maggiore è la lunghezza d’onda, maggiori sono gli strati che essa riesce a penetrare. Questa metodologia d’indagine è molto simile alla fotografia IR. Le due tecniche differiscono tra loro per il sistema con cui la radiazione riflessa è catturata, influenzando il risultato dell'analisi. Il dispositivo ottico in grado di captare la radiazione riflessa è costituito da telecamere sensibili all'infrarosso. Oggi la tecnologia più avanzata è quella che usa sensori InGaAs (Arseniuro di Indio-Gallio), sensibile alle lunghezze d’onda infrarosse fino a circa 1700 nm. o al tellurio di cadmio. Utilizzando questi sensori sono stati costruiti alcuni scanner a singolo punto, che consentono di acquisire immagini calibrate e metricamente corrette.. Questa tecnica è particolarmente adatta per la rilevazione del disegno e degli abbozzi preliminari. Il grado a cui sono rilevabili dipende dalla presenza di pigmenti scuri e di pigmenti ricchi in carbonio negli schizzi del disegno/dipinto, dallo spessore degli strati pittorici e dal colore degli strati della preparazione.
La riflettografia infrarossa ci fornisce informazioni riguardo alla realizzazione del dipinto, alle tecniche adottate dal pittore e alle condizioni del dipinto.

#### Infrarosso falso colore
L’infrarosso falso colore è una tecnica di imaging non invasiva che utilizza l’intervallo non visibile dello spettro elettromagnetico (ovvero quello della regione infrarossa).
La tecnica della fotografia infrarosso falso colore viene utilizzata per analizzare la superficie o gli strati sottostanti di un’opera, inclusa la vernice originale, i pigmenti, e altri materiali che compongono lo strato filmogeno come leganti, smalti e le vernici applicate in un secondo momento.È una tecnica utile per differenziare le aree dipinte che in luce visibile appaiono simili nel colore, ma sono costituite da materiali diversi e che, quindi, riflettono in maniera diversa le lunghezze d’onda della regione spettrale dell’IR. Questa tecnica si basa sulla sovrapposizione di due fotografie, una scattata nella regione dell’infrarosso e l’altra nel visibile. La fotografia infrarossa viene riportata su una scala di grigi mentre quella scattata nella luce visibile viene divisa nelle su tre componenti primarie (RGB). I canali RGB nel visibile vengono traslati in modo che il canale verde si sostituisca al canale blu e che il canale rosso si sostituisca al verde. Il canale libero nell’immagine visibile, cioè il canale rosso, viene sostituito dall’immagine infrarossa. 

### Tecniche di indagine nella regione dei raggi x

#### Radiografia
La radiografia è una tecnica di imaging non invasiva che usa l’intervallo non visibile dello spettro elettromagnetico (quello della radiazione di Röntgen).
La radiografia è usata per esaminare ogni oggetto artistico posto su un supporto mobile che permette ai raggi x di penetrare l’opera. Il modo con cui la radiazione penetra l’opera in esame dipende dal peso atomico dei materiali che compongono l’opera stessa. I materiali con un basso peso atomico sono attraversati facilmente dai raggi x e di conseguenza appaiono scuri nell’immagine. Al contrario i materiali con peso atomico maggiore appaiono chiari perché bloccano i raggi x. La radiografia è un metodo fondamentale per avere una concreta idea del dipinto nel suo complesso, fornendo informazioni sulla struttura del supporto e del telaio e anche dati utili riguardanti il disegno originale, mostrando così i pentimenti o le idee iniziali. La radiografia a raggi x è utile per visualizzare le strutture che sono al di sotto degli strati pittorici, come le revisioni del dipinto preliminare, le modifiche di composizione, le variazioni nello spessore degli strati pittorici. Questa tecnica fornisce informazioni riguardo alla manutenzione preventiva e la preservazione e i dettagli del supporto. È utile per guardare il disegno preparatorio quando questo è inciso o realizzato con pigmenti che contengono elementi ad alto peso atomico. Inoltre, può rilevare informazioni relative alla tecnica dell’artista e al metodo di lavoro. Questo è possibile solo in certi materiali contenenti elementi pesanti come il piombo, il mercurio e il rame. 

### Tecniche di indagine nella regione ultravioletta

#### Fluorescenza indotta da luce ultravioletta
La fluorescenza indotta da luce ultravioletta è una tecnica di analisi non invasiva e non distruttiva.
Questa tecnica richiede una sorgente di luce ultravioletta come fonte di eccitazione. L’alta energia nei materiali pittorici causa il fenomeno della fluorescenza, il quale è percepibile sia nella regione del visibile, sia in quella dell’infrarosso. La fluorescenza avviene quando una componente assorbe una radiazione elettromagnetica caratterizzata da una piccola lunghezza d’onda. Questa causa il passaggio degli elettroni a un livello energetico più alto. Gli elettroni, così eccitati, prima di tornare allo stato elettronico originale emettono una luce caratterizzata dalla stessa lunghezza d’onda di quella assorbita. Questo fenomeno si manifesta in molti pigmenti inorganici, ma si può anche osservare nei coloranti organici. La luminescenza può essere registrata con una fotocamera a cui viene aggiunto un filtro in grado di bloccare la luce visibile impedendo che le radiazioni sotto i 715 nm siano rilevate. 

### Fotografia in luce visibile
Ellen Prokop (a cura di), Photographic Study Collections Consolidated, Amsterdam University Pres, 2006.
 Costanza Caraffa (a cura di), Photo Archives and Photographic Memory of Art History’, Deutscher Kunstverlag, 2011.

### Fotografia infrarossa
Günter Spitzing (a cura di), Moderne Infrarot- und UV-Fotografie, Augustus, 1992, ISBN 3804354947.

### Riflettografia infrarossa
Delaney J.K., M. Thoury, J.G. Zeibel, P. Ricciardi, K.M. Morales e K.A. Dooley (a cura di), Visible and Infrared Imaging Spectroscopy of Paintings and Improved Reflectrography, Heritage science, 2016.
 Rosi F., XC. Milani, R. Braun, R. Harig, D. Sali, B. Brunetti e A. Sgamellotti (a cura di), Non-invasive analysis of Paintings by Mid-infrared Hyperspectral Imaging, Angewandte Chemie, 2013.
 Fontana R., D. Bencini, P. Carcagni, M. Greco, M. Materazzi, E. Pampaloni e L. Pezzati (a cura di), Multi-spectral IR Reflectography, Proceedings of SPIE, 2007.

### Infrarosso falso colore
Alfredo Aldrovandi e Marcello Picollo, Metodi di documentazione e indagini non invasive sui dipinti, il prato, 2007, ISBN 978-88-89566-62-6.
 A. Burmester e F. Bayerer, Towards improved infrared reflectograms (PDF), in Studies in Conservation, vol. 38, 1993,  pp. 145-154. URL consultato il 28 febbraio 2020 (archiviato dall'url originale il 20 febbraio 2020).